# 3(o 17)alfa-idrossisteroide deidrogenasi
La 3(o 17)alfa-idrossisteroide deidrogenasi è un enzima appartenente alla classe delle ossidoreduttasi, che catalizza la seguente reazione:
androsterone + NAD(P)+ ⇄ 5α-androstano-3,17-dione + NAD(P)H + H+
L'enzima opera sul gruppo 3α-idrossile degli androgeni della serie 5α-androstano ed anche, sebbene più lentamente, sul gruppo 17α-idrossile sia dei substrati degli androgeni, che degli estrogeni.